# Stazione di Lubiana BTC City
La stazione di Lubiana BTC City (in sloveno Železniško postajališče BTC City) è una stazione ferroviaria posta sulla linea ferroviaria Lubiana-BTC. Serve il comune di Lubiana ed è situata nell'area commerciale BTC.